# Église Saint-Oyen de Vongnes
L'église Saint-Oyen est une église située à Vongnes, en France.

## Localisation
L'église est située dans le département français de l'Ain, sur la commune de Vongnes.

## Description
Au chœur d’époque romane ont été ajoutées la nef et une chapelle de style gothique au XVIe siècle. Les peintures murales datent des XVIIe et XVIIIe siècles, elles ont été restaurées.

## Historique
L'édifice est inscrit au titre des monuments historiques en 1976.